# Saison 2017 de l'équipe cycliste Tarteletto-Isorex
La saison 2017 de l'équipe cycliste Tarteletto-Isorex est la treizième de cette équipe.

## Préparation de la saison 2017

### Sponsors et financement de l'équipe

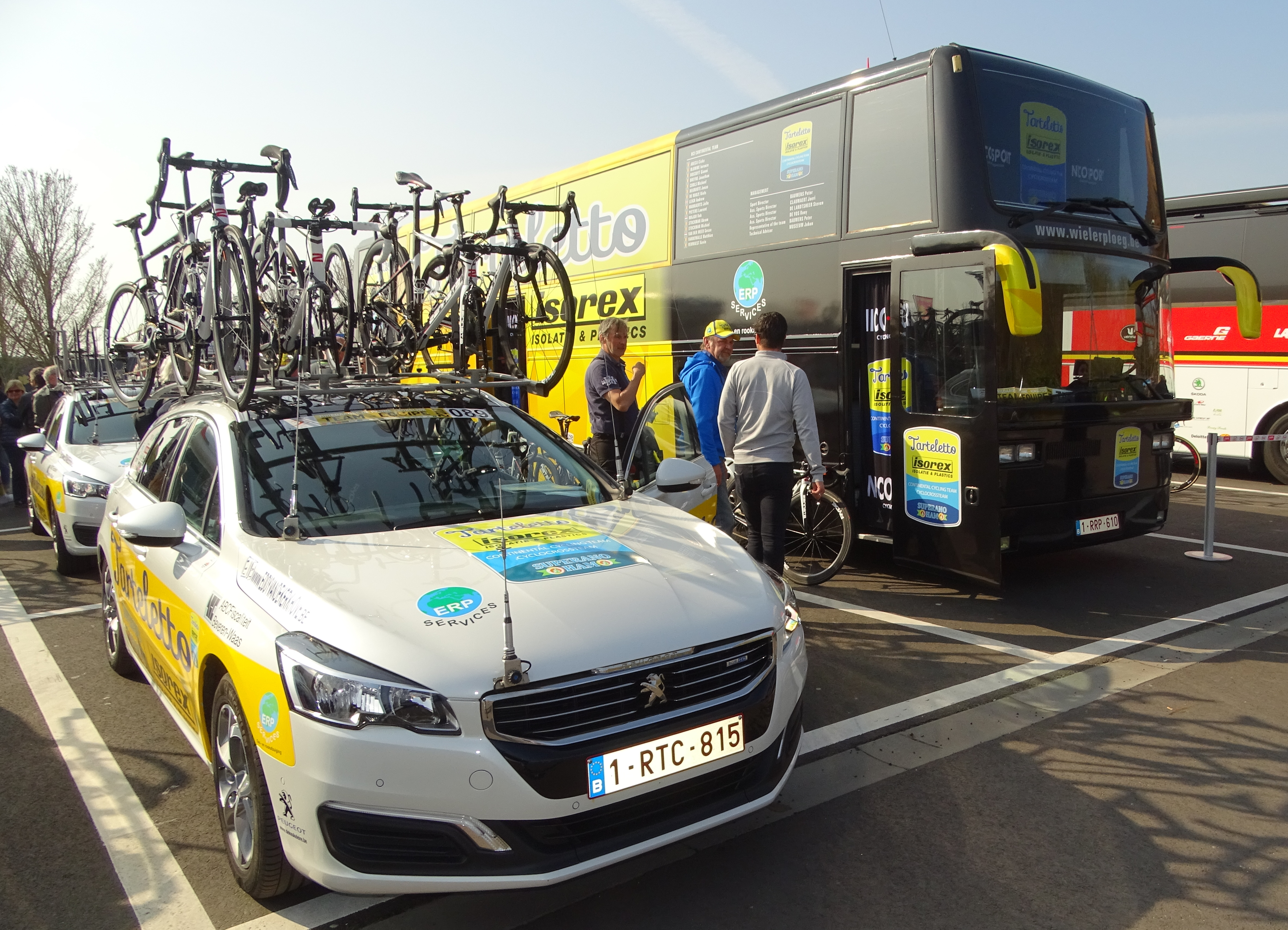
Véhicules et vélos de l'équipe lors des Trois Jours de La Panne.

### Arrivées et départs
| Arrivées            | Équipe 2016                        |
| ------------------- | ---------------------------------- |
| Ciske Aneka         | ESEG Douai-Origine Cycles          |
| Lorenzo Blomme      | Tops Antiek-Atom 6                 |
| Gianni Bossuyt      | Tops Antiek-Atom 6                 |
| Jonathan Breyne     | Veranclassic-Ago                   |
| Michael Cools       | EFC-Etixx                          |
| Niels De Rooze      | Veranclassic-Ago                   |
| Thomas De Troch     | Prorace                            |
| Laurent Pieters     | Baguet-MIBA Poorten-Indulek-Derito |
| Rob Ruijgh          | Crelan-Vastgoedservice             |
| Abram Stockman      | Tops Antiek-Atom 6                 |
| Michiel Stockman    | Tops Antiek-Atom 6                 |
| Matthias Vandewalle | EFC-Etixx                          |

| Départs                 | Équipe 2017                  |
| ----------------------- | ---------------------------- |
| Vinnie Braet            | Tarteletto-Isorex Cyclocross |
| Dillon Byrne            |                              |
| Alexander Cools         | Cibel-Cebon                  |
| Mathias Depypere        |                              |
| Jelle Donders           | Differdange-Losch            |
| Gorik Gardeyn           | retraite                     |
| Ruben Geerinckx         |                              |
| Alessandro Soenens      | retraite                     |
| Kevin Suarez            | Hubo Aerts Action Bike       |
| Joren Touquet           |                              |
| Ingmar Uytdewilligen    | Tarteletto-Isorex Cyclocross |
| Kenneth Van Compernolle | Tarteletto-Isorex Cyclocross |
| Jens Vandenbogaerde     |                              |
| Quincy Vens             | Tarteletto-Isorex Cyclocross |

## Coureurs et encadrement technique

### Effectif
| Cycliste            | Date de naissance | Nationalité | Équipe 2016                        |  |
| ------------------- | ----------------- | ----------- | ---------------------------------- |  |
| Ciske Aneca         | 10 août 1994      | Belgique    | ESEG Douai-Origine Cycles          |  |
| Lorenzo Blomme      | 7 mai 1994        | Belgique    | Tops Antiek-Atom 6                 |  |
| Gianni Bossuyt      | 13 mai 1994       | Belgique    | Tops Antiek-Atom 6                 |  |
| Jonathan Breyne     | 4 janvier 1991    | Belgique    | Veranclassic-Ago                   |  |
| Michael Cools       | 12 septembre 1994 | Belgique    | EFC-Etixx                          |  |
| Niels De Rooze      | 6 septembre 1992  | Belgique    | Veranclassic-Ago                   |  |
| Thomas De Troch     | 16 décembre 1993  | Belgique    | Prorace                            |  |
| Jonas Degroote      | 17 octobre 1995   | Belgique    | Superano Ham-Isorex                |  |
| Andrew Leigh        | 16 mars 1995      | Royaume-Uni | Superano Ham-Isorex                |  |
| Jelle Mannaerts     | 14 octobre 1991   | Belgique    | Superano Ham-Isorex                |  |
| Laurent Pieters     | 20 juin 1994      | Belgique    | Baguet-MIBA Poorten-Indulek-Derito |  |
| Rob Ruijgh          | 12 novembre 1986  | Pays-Bas    | Crelan-Vastgoedservice             |  |
| Abram Stockman      | 31 juillet 1996   | Belgique    | Tops Antiek-Atom 6                 |  |
| Michiel Stockman    | 31 juillet 1996   | Belgique    | Tops Antiek-Atom 6                 |  |
| Gosse van der Meer  | 24 juin 1995      | Pays-Bas    | Superano Ham-Isorex                |  |
| Matthias Vandewalle | 18 août 1994      | Belgique    | EFC-Etixx                          |  |
| Kevin Verwaest      | 6 janvier 1989    | Belgique    | Superano Ham-Isorex                |  |

## Bilan de la saison

### Victoires
| Date       | Course                                          | Pays | Classe | Vainqueur  |
| ---------- | ----------------------------------------------- | ---- | ------ | ---------- |
| 13/10/2017 | Classement général du Tour d'Iran - Azerbaïdjan | Iran | 2.1    | Rob Ruijgh |